# 間竿
間竿（けんざお）とは、日本で検地の際に用いられた、長さを測るための竹製の竿である。検地竿（けんちざお）ともいう。
その名の通り1間の長さを測るためのもので、通常は2間の竿1本と1間の竿2本を組にして用いた。間竿には1尺ごとに目盛りが振られ、両端はすり減らないように銅で包まれていた。
間竿の長さ、すなわち1間の長さは、地域によって違いがあったが、おおむね6尺5寸であった。太閤検地の際に全国で6尺3寸に統一され、江戸時代には6尺1分と定められた。ただし、地域の実状に合わせてこれ以外の長さの間竿が用いられた所もある。1間の長さは明治時代に6尺と定められた。